# El Huamuche, Chiapas
El Huamuche är en ort i Mexiko.   Den ligger i kommunen Mapastepec och delstaten Chiapas, i den sydöstra delen av landet, 800 km sydost om huvudstaden Mexico City. El Huamuche ligger 22 meter över havet och antalet invånare är 116.
Terrängen runt El Huamuche är platt åt sydväst, men åt nordost är den kuperad. Runt El Huamuche är det ganska glesbefolkat, med 27 invånare per kvadratkilometer. Närmaste större samhälle är Mapastepec, 5,6 km norr om El Huamuche. Omgivningarna runt El Huamuche är en mosaik av jordbruksmark och naturlig växtlighet.